# Anthurium alluriquinense
Anthurium alluriquinense Croat, 2008 è una pianta della famiglia delle Aracee, diffusa in Ecuador e Colombia.